# Cosme da Silva Campos
Cosme Campos (Pedro Leopoldo, Brasil; 21 de diciembre de 1952) es un exfutbolista de Brasil que jugaba en la posición de delantero centro.

## Carrera

### Club
| Periodo   | Club                     |
| --------- | ------------------------ |
| 1970-1976 | Atlético Mineiro         |
| 1972      | → Nacional FC (cedido)   |
| 1976-1977 | Guarani FC               |
| 1978-1979 | Clube Náutico Capibaribe |
| 1979      | EC São Bento             |
| 1980      | América Mineiro          |
| 1980      | Santos                   |
| 1981      | Operário Campo Grande    |
| 1981      | Colorado EC              |
| 1982      | Nacional FC              |
| 1982      | Marília AC               |
| 1983      | Portuguesa               |
| 1983      | Ceará SC                 |
| 1984      | Ferroviária              |
| 1984      | Operário Varzeagrandense |
| 1985      | Marília AC               |
| 1986-1987 | São José EC              |

### Selección nacional
Jugó para Brasil en cinco partidos de la Copa América 1975 donde anotó dos goles.

## Logros
- Goleador del Campeonato Mineiro en 1973.